# Gjorge Ivanov
Gjorge Ivanov (Valandovo, 1960 május 2. –) macedón politikus, 2009-től 2019-ig Észak-Macedónia (2019 februárjáig Macedónia) elnöke.

## Család
Felesége Maja Ivanova, egy fia van.